# Easther Island
Easther Island (norwegisch Upsøy; chinesisch 虎頭島 Hutou Dao, deutsch ‚Tigerkopfinsel‘) ist eine grob H-förmige Insel im südöstlichen Teil der Prydz Bay an der Ingrid-Christensen-Küste des ostantarktischen Prinzessin-Elisabeth-Lands. Sie liegt 0,7 km östlich von Breadloaf Island im Gebiet der Larsemann Hills.
Norwegische Kartographen, die sie auch benannten, kartierten sie anhand von Luftaufnahmen der Lars-Christensen-Expedition 1936/37. Das Antarctic Names Committee of Australia benannte sie 1988 nach dem Bergsteiger und Fotografen Robert Leslie Easther, der von 1986 bis 2001 mehrfach an Kampagnen der Australian National Antarctic Research Expeditions teilnahm und dabei 1986 als Leiter der Davis-Station fungiert hatte.